# Stélios Perpiniádis
Stélios Perpiniádis (grec moderne : Στέλιος Περπινιάδης, 14 mai 1899 - 4 septembre 1977), plus connu sous le nom de Stellákis (Στελλάκης), était un chanteur grec du genre rébétiko puis d'autres styles.

## Biographie
Il est né à Tinos en 1899. Il vécut à Alexandrie jusqu'en 1907, date à laquelle sa famille déménagea à Constantinople. Après 1919 il est incorporé à l'armée grecque dans la région de Smyrne. Après la catastrophe d'Asie mineure, il habite dans la banlieue du Pirée où il travaille dans un magasin de peinture. Il apprend la musique et la guitare avec l'aide de M. Margaroni. Le tournant dans sa carrière est sa rencontre avec Panayótis Toúndas vers 1929. Dans les années 1930 il se produit avec l'orchestre des micrasiates («η κομπανία των Μικρασιατών») dans divers cabarets. Il ouvre son propre cabaret à partir de la fin des années 1930.
Il est mort en 1977.

## Œuvre
Il a enregistré des chansons de pratiquement tous les compositeurs des années 1930 aux années 1960, devenant le chanteur ayant participé au plus grand nombre de disques de l'industrie musicale grecque de l'époque, soit environ 400 morceaux.